# نورمان نيوتن
نورمان نيوتن (بالإنجليزية: Norman Newton)‏ هو مدرس أمريكي، ولد في 21 أبريل 1898 في كوري في الولايات المتحدة، وتوفي في 12 سبتمبر 1992 في كامبريدج في الولايات المتحدة.